# Steinbach am Ziehberg
Steinbach am Ziehberg är en ort och kommun i Österrike. Den ligger i distriktet Kirchdorf i förbundslandet Oberösterreich,  180 km väster om huvudstaden Wien. 